# Zoltán Majó
Dans le nom hongrois Majó Zoltán, le nom de famille précède le prénom, mais cet article utilise l’ordre habituel en français Zoltán Majó, où le prénom précède le nom.
Zoltán Majó ou Zoltán Majó-Petri ([ˈzoltːa:n ˈmɒjo:]), né le 15 décembre 1970 à Pitvaros, est un économiste hongrois et directeur exécutif de Compagnie de Transport de Szeged (SZKT).

## Biographie
Zoltán Majó est né à Pitvaros, le 15 décembre 1970.
Il a étudié les mathématiques, la physique et l'économie, à l'Université Attila József (JATE), à la Faculté des sciences et la Faculté des sciences économiques à compter de 1990. 
Majó a obtenu l'équivalent d'un diplôme d'études approfondies en études d'économie en 1999 et il a obtenu un doctorat d'économie, en 2008.
En 2016 il est devenu directeur exécutif de Compagnie de Transport de Szeged (SZKT).

## Activités diverses
- Directeur exécutif de Compagnie de Transport de Szeged

## Prix et distinctions (décorations)
- 2010 : Chevalier dans l’Ordre de la Rébulique Hongroise

## Sélection d'articles et d'ouvrages[2],[3]
- J Poór, S Kosár, P Fodor, V Tóth, Zoltán Majó, Z Csiba, E Huszárik: The impact of the crisis and recovery on HR and knowledge management in focus-a Hungarian-Slovakian comparison 2009, Periodica Polytechnica Social and Management Sciences 20 (1), 29-44, 2012.
- Zoltán Majó-Petri, K Kazár: The MOOC business model: The e-Business and autonomous work inflection point in higher education?Journal Association 1901 SEPIKE http://www.sepikecloud.com/ 2016 (14), 102-109, 2016.
- J Poor, A Bencsik, I Fekete, G Laszlo, Zoltán Majo: Trends and Tendencies in the Field of Improving the HR-Systems of Hungarian Public Universities, Revista De Management Company International/Review of International, 2009.
- Majó, Zoltán – Dinya, L. – Imreh, Sz.- (2008): Menedzsment II. (Management). A sikeres vállalkozások. Távoktatási tananyag. SZTE GTK, Szeged.
- Imreh, Sz. – Kürtösi, Zs. – Majó, Zoltán – Vilmányi, M (2007): A menedzsment alapjai. (Introduction au management). Távoktatási Tananyag. SZTE GTK, Szeged.